# Stereomastis surda
Stereomastis surda е вид десетоного от семейство Polychelidae. Видът не е застрашен от изчезване.

## Разпространение и местообитание
Разпространен е в Австралия (Нов Южен Уелс), Вануату, Индонезия, Мадагаскар, Мозамбик, Нова Зеландия, Нова Каледония, Реюнион, САЩ (Хавайски острови) и Френска Полинезия (Маркизки острови).
Среща се на дълбочина от 375 до 1400 m, при температура на водата от 4,2 до 10,9 °C и соленост 34,1 – 35 ‰.